# Ваявіга (Вісконсин)
Ваявіга (англ. Weyauwega) — місто (англ. city) в США, в окрузі Вопака штату Вісконсин. Населення — 1796 осіб (2020).

## Географія
Ваявіга розташована за координатами 44°19′25″ пн. ш. 88°55′59″ зх. д. / 44.32361° пн. ш. 88.93306° зх. д. (44.323593, -88.933131).  За даними Бюро перепису населення США в 2010 році місто мало площу 4,43 км², з яких 4,10 км² — суходіл та 0,33 км² — водойми.

## Демографія
Згідно з переписом 2010 року, у місті мешкало 1900 осіб у 746 домогосподарствах у складі 473 родин. Густота населення становила 429 осіб/км².  Було 815 помешкань (184/км²).
Расовий склад населення:
| - 96,4 % — білих - 0,3 % — чорних або афроамериканців - 0,2 % — корінних американців - 0,2 % — азіатів - 0,1 % — вихідців з тихоокеанських островів - 1,6 % — осіб інших рас |

До двох чи більше рас належало 1,3 %. Частка іспаномовних становила 6,1 % від усіх жителів.
За віковим діапазоном населення розподілялося таким чином: 25,3 % — особи молодші 18 років, 57,4 % — особи у віці 18—64 років, 17,3 % — особи у віці 65 років та старші. Медіана віку мешканця становила 38,2 року. На 100 осіб жіночої статі у місті припадало 98,7 чоловіків;  на 100 жінок у віці від 18 років та старших — 96,1 чоловіків також старших 18 років.
Середній дохід на одне домашнє господарство  становив 50 281 долар США (медіана — 38 409), а середній дохід на одну сім'ю — 59 478 доларів (медіана — 50 000). За межею бідності перебувало 17,5 % осіб, у тому числі 25,2 % дітей у віці до 18 років та 9,5 % осіб у віці 65 років та старших.
Цивільне працевлаштоване населення становило 780 осіб. Основні галузі зайнятості: виробництво — 30,9 %, освіта, охорона здоров'я та соціальна допомога — 23,1 %, мистецтво, розваги та відпочинок — 9,6 %, роздрібна торгівля — 8,3 %.